# 蓋貝萊
40°58′53″N 47°50′45″E / 40.98139°N 47.84583°E

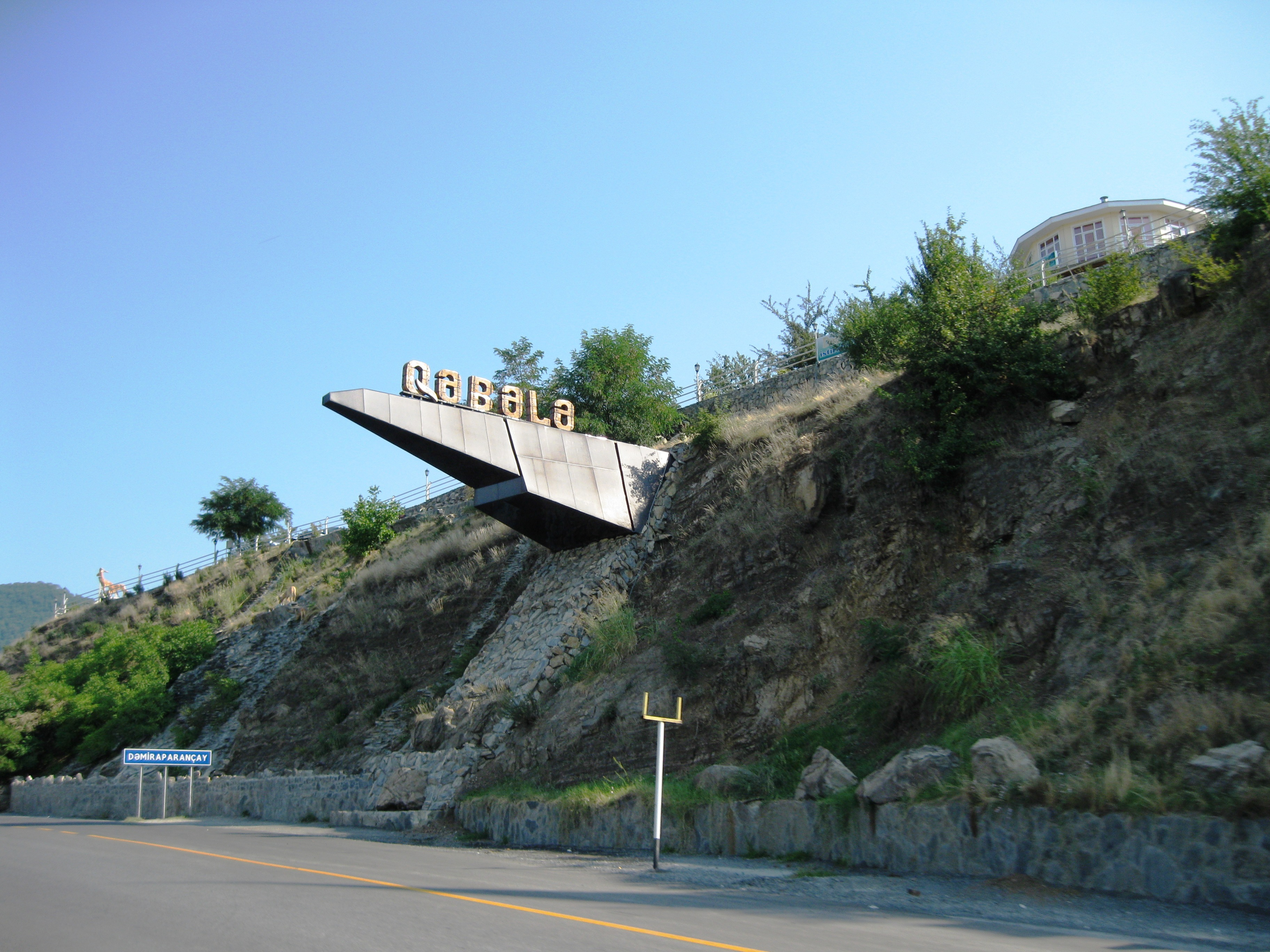

蓋貝萊是阿塞拜疆的城鎮，也是蓋貝萊區的首府，位於該國北部，距離首都巴庫220公里，面積1,548平方公里，海拔高度783米，主要經濟活動有農業、旅遊業和製造業，2010年人口12,808。

## 外部連結
- Site of Executive Power of Qabala （页面存档备份，存于）